# Rio Băligoasa
O Rio Băligoasa é um rio da Romênia afluente do rio Sărăţel, localizado no distrito de Buzău.